# G.I. Blues
G. I. Blues, és una pel·lícula musical americana de Norman Taurog estrenada el 1960, amb Elvis Presley, Juliet Prowse i Robert Ivers. La pel·lícula va ser rodada als estudis de la Paramount Pictures, amb una mica de pre-producció a Alemanya abans que Presley fou llicenciat de l'exèrcit. La pel·lícula va aconseguir el lloc número 2 en el Variety box office chart setmanal el 1960. La pel·lícula va guanyar un segon lloc o accèssit als Premis Laurel en la categoria de Millor Musical del 1960.

## Argument
Tulsa McLean (Elvis Presley) és un soldat estatunidenc en missió a Alemanya després de la segona guerra mundial. És també músic i forma un grup de rock amb dos altres reclutes. Per guanyar diners, manté l'aposta de passar una nit sencera amb Lili (Juliet Prowse), coneguda per a la seva fredor envers els homes. Feliçment, tot s'acaba bé, ja que els dos s'enamoren després de moltes peripècies.

## Repartiment
- Elvis Presley: Tulsa McLean
- Juliet Prowse: Lili
- Robert Ivers: Cookie
- James Douglas: Rick
- Letícia Román: Tina
- Sigrid Maier: Marla
- Arch Johnson: Sergent McGraw
- Mickey Knox: Jeeter
- John Hudson: Capt. Hobart
- Kenneth Becker: Mac

## Al voltant de la pel·lícula
La pel·lícula va ser rodada mentre Presley feia el seu servei militar a Alemanya Occidental. Es va rodar als estudis Paramount Pictures d'Alemanya.